# Norrmarjum-mossen
Norrmarjum-mossen este o arie protejată (arie specială de conservare — SAC, sit de importanță comunitară — SCI) din Suedia întinsă pe o suprafață de 12,5 ha, integral pe uscat.

## Localizare
Centrul sitului Norrmarjum-mossen este situat la coordonatele 59°53′05″N 18°39′36″E / 59.8846°N 18.6601°E.

## Înființare
Situl Norrmarjum-mossen a fost declarat sit de importanță comunitară în iunie 2001 pentru a proteja un număr necunoscut de specii din flora spontană și fauna sălbatică aflate în arealul zonei. Situl a fost protejat și ca arie specială de conservare în martie 2011.

## Biodiversitate
Situată în ecoregiunea boreală, aria protejată conține 3 habitate naturale: Mlaștini turboase de tranziție și turbării mișcătoare, Păduri caducifoliate de mlaștină fino-scandinave, Taiga vestică.
La baza desemnării sitului se află un număr nedeclarat de specii protejate.